# Euphaedra aequata
Euphaedra aequata är en fjärilsart som beskrevs av M.Gaede 1916. Euphaedra aequata ingår i släktet Euphaedra och familjen praktfjärilar. Inga underarter finns listade i Catalogue of Life.